# Mona, Utah
Mona är en ort i Juab County i Utah. Vid 2010 års folkräkning hade Mona 1 547 invånare.